# Orden de la Gloria Laboral
La Orden de la Gloria Laboral (en bielorruso: Ордэн Працоўнай Славы) es una condecoración estatal de la República de Bielorrusia, destinada a reconocer los servicios especiales en actividades sociales, económicas, públicas y otras destinadas a fortalecer el poder del estado; así como el valor e intrepidez desplegadas en la protección del Estado. Fue establecida por primera vez el 28 de abril de 2015 por Decreto N.º 256-З del Consejo Supremo de la República de Bielorrusia.

## Historia
La Orden de la Gloria Laboral es la sucesora de la orden del mismo nombre de la época soviética, pero a diferencia de esta última, no tiene grados. Los colores de la cinta de la Orden de Bielorrusia representan una combinación de los colores de las cintas de dos condecoraciones soviéticas: la Orden de la Gloria Laboral (franjas rojas y amarillas) y la Orden de la Bandera Roja del Trabajo (franjas azules claras y otras más oscuras).
La Orden se incluyó en la lista de premios estatales de Bielorrusia en 2014 y fue establecida oficialmente por la Ley de la República de Bielorrusia del 28 de abril de 2015. La descripción de la orden fue aprobada por Decreto del Presidente de la República de Bielorrusia con fecha 25 de mayo de 2017. En los antecedentes de la ley, se decía que el establecimiento de la orden permitiría «una evaluación más diferenciada y adecuada de los resultados de las actividades laborales de los ciudadanos en las diversas ramas de la economía nacional».
La primera ceremonia de concesión del premio tuvo lugar el 9 de diciembre de 2020 y la galardonada fue la Universidad Técnica Nacional de Bielorrusia por «una contribución significativa al desarrollo de la ingeniería y la educación técnica, la investigación científica en el campo de la ingeniería mecánica, la energía, la construcción y la arquitectura, la introducción de nuevas tecnologías modernas, la formación de personal científico y en relación con el centenario de la fundación de la Universidad». Unos días antes, Aleksandr Lukashenko firmó un decreto que permitía otorgar órdenes no solo a personas, sino también a organizaciones, empresas o unidades militares. Por lo tanto, la Orden de la Gloria Laboral se convirtió en la primera condecoración bielorrusa que no se otorgó a una persona, sino a una organización.

## Criterios de concesión
La Orden de la Gloria Laboral se otorga en reconocimiento deː
- Logros especiales en industria, agricultura, construcción, transporte, servicios
- Servicios destacados en el campo de la cultura, la literatura, el arte, la educación, la medicina, las actividades de investigación y otras áreas de trabajo
- Trabajo desinteresado altamente productivo, fabricación de productos de alta calidad, introducción de nuevos equipos, tecnología, mejores prácticas, especialmente inventos valiosos y propuestas de racionalización en la producción.
- Méritos especiales en el campo de las actividades estatales y públicas, en el fortalecimiento del estado de derecho, el orden público y la capacidad de defensa del país.

La concesión de está condecoración está sujeta a muchos años de trabajo en los campos de actividad correspondientes.
También pueden recibir la Orden organizaciones, unidades militares (subdivisiones), formaciones de las Fuerzas Armadas de la República de Bielorrusia, otras tropas y formaciones militares, así como colectivos de sus empleados.
La insignia de la orden se lleva en el lado izquierdo del pecho y, en presencia de otras órdenes de la República de Bielorrusia, se coloca justo después de la insignia de la Orden de la Gloria Militar.

## Descripción
La Orden de la Gloria Laboral es una insignia en cuya base se encuentra un rosetón redondo dentado de metal plateado. En la parte superior de la insignia se encuentra la imagen de una bandera cubierta con esmalte rojo, verde y blanco, con la inscripción «Gloria del Trabajo» en color dorado. En la parte central de la orden, cubierta con esmalte azul, hay una imagen en relieve de elementos que simbolizan el trabajo de personas dedicadas al transporte, la construcción, la ingeniería y la ciencia: un avión, un edificio nuevo con una grúa torre, un basurero, un camión BelAZ, un núcleo atómico. La parte central de la orden está enmarcada por una imagen de un engranaje cubierto con esmalte negro. A lo largo del engranaje, a derecha e izquierda, divergen espigas de trigo en combinación con hojas doradas de laurel. En la parte inferior, las orejas están conectadas con una cinta cubierta con esmalte blanco. El reverso de la insignia tiene una superficie lisa, con el número de serie de la condecoración grabado en el centro.
La medalla está conectada con un ojal y un anillo a un bloque pentagonal cubierto con una cinta muaré de seda azul oscuro de 24 mm de ancho con rayas longitudinales. En el medio de la cinta hay una franja roja de 4 mm de ancho. A la izquierda y derecha de la franja roja hay dos franjas amarilla y azul, cada una de 3 mm de ancho.
La Orden está fabricada en plata 999,9 (plata pura) con un baño de oro de 6 micras de espesor y un peso de alrededor de 50 gramos.